# Buckingham-π-theorema
Het Buckingham-π-theorema is een stelling uit de dimensieanalyse die stelt dat een natuurkundige vergelijking met {\displaystyle n} variabelen geschreven kan worden als een vergelijking met {\displaystyle n-m} dimensieloze grootheden. Hierbij is {\displaystyle m} het aantal fundamentele dimensies (lengte, massa, tijd en dergelijke).
Als de natuurkundige variabelen worden gegeven door {\displaystyle q_{1},q_{2},\ldots ,q_{n}} en er een  vergelijking geldt:
{\displaystyle f(q_{1},q_{2},\ldots ,q_{n})=0},
dan kan deze herschreven worden tot een vergelijking
{\displaystyle F(\Pi _{1},\Pi _{2},\ldots ,\Pi _{n-m})=0},
waarin de dimensieloze grootheden {\displaystyle \Pi _{i}} gegeven worden door:
{\displaystyle \Pi _{i}=q_{1}^{m_{1}}q_{2}^{m_{2}}\ldots q_{n}^{m_{n}}},
met {\displaystyle (m_{i})} rationale getallen.
Het gebruik van de symbolen {\displaystyle \Pi _{i}} als dimensieloze parameters werd geïntroduceerd door Edgar Buckingham in een artikel uit 1914.

## Voorbeeld
Het theorema kan toegepast worden om een relatie af te leiden voor de slingertijd van een slinger.
De variabelen die de slinger beschrijven zijn: de slingertijd {\displaystyle T}, de massa {\displaystyle M}, de lengte {\displaystyle l} en de (lokale) valversnelling {\displaystyle g}. In dit geval zijn er drie fundamentele dimensies, namelijk tijd (s), massa (kg), en lengte (m).
Stel de vergelijking is
{\displaystyle f(T,M,l,g)=0}.
Deze kan volgens het theorema geschreven worden als
{\displaystyle F(\Pi )=0}
waarin {\displaystyle \Pi } een dimensieloze grootheid is die voldoet aan:
{\displaystyle \Pi =T^{m_{1}}M^{m_{2}}l^{m_{3}}g^{m_{4}}}
Door de dimensies te analyseren volgen de waarden voor {\displaystyle m_{i}}:
{\displaystyle 1=[s]^{m_{1}}[kg]^{m_{2}}[m]^{m_{3}}([m]/[s]^{2})^{m_{4}}}
waaruit volgt dat
{\displaystyle m_{2}=0}
{\displaystyle m_{1}-2m_{4}=0}
{\displaystyle m_{3}+m_{4}=0}
Dit zijn 3 vergelijkingen met 4 onbekenden, zodat een van die onbekenden vrij gekozen kan worden, bijvoorbeeld {\displaystyle m_{4}=1}. Dan volgt: {\displaystyle m_{1}=2,\ m_{2}=0,\ m_{3}=-1}.
Er geldt dus voor {\displaystyle \Pi }
{\displaystyle \Pi =T^{2}gl^{-1}},
zodat
{\displaystyle F(T^{2}gl^{-1})=0}
en:
{\displaystyle T^{2}gl^{-1}=K\ ({\text{constant}})}
oftewel
{\displaystyle T=K{\sqrt {l/g}}}
Er is echter meer inzicht of een experiment nodig om aan te tonen dat in dit geval er maar één nulpunt is en dat geldt {\displaystyle K=2\pi }.